# Ралли «Дакар-1994»
Ралли Дакар 1994, более известное под названием Ралли Париж — Дакар 1994; стартовало 29 декабря 1993 года в Париже и завершилось 16 января 1994 года в Дакаре.

## Историческая справка
Длина маршрута ралли составила 13379 км, проходило соревнование на территории Франции, Испании, Марокко (включая Западную Сахару), Мавритании и Сенегала.
Всего в ралли участвовало 96 автомобилей, 96 мотоциклов и 28 грузовиков, из которых в финал вышли 57, 47 и 10 соответственно.
Среди победителей были:
- Пьер Лартиг[фр.] на автомобиле Citroën
- Эди Ориоли на мотоцикле Cagiva
- Карел Лопрайс[чеш.] на грузовике Tatra